# NGC 1568
NGC 1568 est une galaxie lenticulaire située dans la constellation de l'Éridan. NGC 1568 a été découverte par l'astronome américain Lewis Swift en 1886. 

## Caractéristiques
Sa vitesse par rapport au fond diffus cosmologique est de 4 480 ± 18 km/s, ce qui correspond à une distance de Hubble de 66,1 ± 4,6 Mpc (∼216 millions d'al).
Notons que NGC 1568 est désignée comme étant NGC 1568-2 et sa voisine PGC 15034 (voir l'image) comme étant NGC 1568-1 sur le site de SEDS. La base de données NED désigne PGC 15034 comme étant NGC 1568A.
En raison d'une brillance de surface égale à 14,96 mag/am2, on peut qualifier NGC 1568 de galaxie à faible brillance de surface (LSB en anglais pour low surface brightness). Les galaxies LSB sont des galaxies diffuses (D) avec une brillance de surface inférieure de moins d'une magnitude à celle du ciel nocturne ambiant.

## Collision entre NGC 1568 et PGC 15034
Ces deux galaxies sont à la même distance de la Voie lactée. Comme le montre l'image prise par le relevé SDSS, la longue queue de PGC 15034 s'étend jusqu'à l'intérieur de NGC 1568. Cette queue est le produit d'une récente collision entre les deux galaxies.